# Антей
 Тази статия е за митологичния герой.  За самолета Антей вижте Антонов Ан-22.  
Антей (на старогръцки: Ἀνταίος – „обърнат срещу“) в древногръцката митология е цар на Либия, син на Посейдон и Гея и е от групата на хтоничните божества Гиганти. Негови братя са великаните Сарпедон и Орион, също и малките пигмеи. Според Плутарх жена му била богинята Тингис, от която той имал дъщеря - Ифиноя. Отличавал се с изключителната си сила и висок ръст. Предизвиквал на двубой случайни пътници, минаващи покрай владенията му. Винаги печелел, а с черепите на убитите украсявал храма на баща си Посейдон. Необичайната си сила черпел от допира със земята - тялото на неговата майка Гея. В схватката му с Херакъл е победен, като Херакъл го отделя от земята, като го вдига във въздуха и го удушава.
Борбата на Антей с Херакъл била изобразена в храма на великия герой в Тива.

## Митът
Един от подвизите на Херакъл, заръчани му от Евристей, се състоял в това, че Херакъл трябва да вземе златните ябълки на безсмъртието от градината на Хесперидите, намираща се накрай света, където титанът Атлас поддържал небесния свод да не се стовари върху земята. Херакъл успял със сила да накара морския старец Нерей да му посочи пътя. Почнал да се скита великият герой, да прекосява множество непознати земи, да претърпява изпитания.
Минавайки през Либия, Херакъл попаднал във владенията на великана Антей. Той избивал безмилостно всички противници, застанали на пътя му. Херакъл също бил принуден да премери сили с Антей. А тях великанът взимал от своята майка Гея, докато докосвал земята, и така бил непобедим. В началото на схватката Херакъл нямал успех. На няколко пъти той повалял Антей на земята, ала всеки път великанът се изправял още по-силен. Но героят се досетил каква е работата, сграбчил съперника си през кръста и го вдигнал високо във въздуха. Загубилият допира с майката земя Антей взел да губи силите си и скоро бил задушен от здравите мишци на Херакъл. След това Херакъл бил нападнат от пигмеите, братята на Антей – малки джуджета с оръжия като иглички. Лесно ги победил, продължил подвига, претърпявайки още премеждия и опасности, и се завърнал свободен от Евристей.

## В съвременната култура
На името на великана е наречен голям руски транспортен самолет – Антонов Ан-22. Името Антей е разпространено и също свързано с друго в съвременната руска култура.